# مقهى العكامة
مقهى العكامة والأسم نسبة إلى من يمارس مهنة العكام القديمة، والمقهى من مقاهي بغداد القديمة ويقال لها أيضاً مقهى حسون لأن حسون كان يديرها، وهي تنقسم إلى قسمين: الكبير منها في البداية وهي العامة، والصغيرة في النهاية. وكان فيها أربع نخلات وبضع أشجار من الدفلى، وكانت غير مسقفة وكانت تطل على نهر دجلة مباشرة. وكان يرتادها الأدباء والفضلاء من أهالي الكرخ، ومنهم: عبد الله القصاب، ومحمود عزة عبد السلام، وأحمد البغدادي، ومحمود مصطفى الخليل، وداود العجيل، ورشيد الهاشمي، وتوفيق الفكيكي، وملا نجم البصير، وسعيد جوجة، والظاهر ان كياسة ولطف القهوجي (حسون) هو الذي جلب الشهرة إلى المقهى. وموضعها يكون للشخص الذي يعبر نهر دجلة على جسر الشهداء إلى الجانب الغربي لمدينة بغداد، ويسمى جانب الكرخ، وينعطف إلى جهة اليمين فيدخل في سوق موازٍ للنهر يسمى: سوق العكامة، و العكامة: قوم يرافقون الحجاج والمسافرين يقومون على خدمتهم والعناية بهم لقاء أجر، (والكلمة فصيحة: عكم المتاع، جمعه وشده) وسيشاهد قد رصت المقاهي على شاطيء النهر، ومنها مقهى العكامة، للسفر البري.